# 林綠
林绿（英語：Lynn Lim，1988年11月12日—），马来西亚女演员，2008年Astro国际选美大赛亚军及2014年马来西亚环球小姐殿军，马来西亚爱娱乐国际有限公司旗下艺人。

## 演藝經历
2008年18岁时参选Astro国际华裔小姐竞选夺亚军，随后参选2014年马来西亚环球小姐夺得殿军。2015年与爱娱乐国际有限公司签约，成为旗下合约女艺人。同年加入《我要放假》剧组。之后陆续参与许多马来西亚的电视剧，对演艺充满热诚的林绿，演技在演艺界里备受肯定，短短一年的时间，从配角转变成女主角。
2017年林绿凭于吴天瑜监制的时装悬疑电视剧《心门》里饰演患有哮喘病的李敏，获得网民一致好评。同年她在《美丽新世界之宠物》的演出再获肯定。2018年于台庆剧《娘惹相思格》出演苦情的郑算珠，与剧集《我的非一般岳母》呆萌的刘语晨也备受欢迎。林绿的早期表现使她分别获得了2016年，2017年与2018年ntv7星10大。 
2023年出演《就在你眼前》（LOOK AT ME TOUCH ME KISS ME）中由马来西亚导演何宇恒执导的单元《LOOK AT ME》，并携同出席《第27届釜山影展》世界首映。在采访中，林绿多次提及何宇恒为她的恩师，表示该作品为她的演艺想法带来了不同的启发。
2024年，首次挑战连环杀手角色，出演新加坡电视剧《谁杀了她》（Kill Sera Sera)。

## 演出作品

### 电影
| 上映年份 | 片名                                     | 角色 |
| 2020年   | 迷失安狄 (Miss Andy)                     | 惠云 |
| 2021年   | 夜间途人 (Stranger Than Love)            |      |
| 2023年   | 就在你眼前 (LOOK AT ME TOUCH ME KISS ME) | 娜娜 |

### 电视电影
| 上映年份 | 片名     | 角色       |
| 2023年   | 婚了吧   | 林佳佳     |
| 2023年   | 圆满佳期 | Elly黄爱莉 |

### 电视剧
| 首播   | 剧名              | 角色                    |
| 2015年 | 我要放假          |                         |
| 2015年 | 我的男友不是人    | Chris                   |
| 2015年 | 幸福专卖店        | Lynn                    |
| 2016年 | 脉动人心          |                         |
| 2016年 | 重案狙击II        | 方静琦                  |
| 2017年 | 游龙戏凤          | 戴美丽                  |
| 2017年 | 心门              | 李敏                    |
| 2017年 | 真心不怕输        | 李可恩                  |
| 2017年 | 美丽新世界之宠物  | 娜娜(Nana)              |
| 2018年 | 春天花啦啦        | Lynn Lynn               |
| 2018年 | 娘惹相思格        | 郑算珠                  |
| 2018年 | 我的非一般岳母    | 刘语晨                  |
| 2020年 | 心眼              |                         |
| 2020年 | 花式告白食分      | 廖曼玲                  |
| 2020年 | 爱…没有距离       | 黄玉婷                  |
| 2020年 | 单翼天使          | 施三娘                  |
| 2020年 | 师出名门          | 唐温馨                  |
| 2021年 | 特派幸福          | 美天使靚靚              |
| 2021年 | 终于找到你        | 戴安娜（Diana）/ Vivian |
| 2021年 | 灵魂摆渡·南洋传说 | 苏文秀/苏绣娘           |
| 2024年 | 谁杀了她          | Ruby                    |
| 2025年 | 我的鲜肉老爸      |                         |

### Music Video
- 陈慧恬 《管理时间的人》MV女主角

## 参与时装周
| 年份   | 时装周           | 备注                                     |
| 2018年 | 香奈儿巴黎时装周 | 首位代表马来西亚参加香奈儿时装周的女艺人 |

## 奖项记录
| 年份        | 活动               | 奖项                           |
| 2008年      | ASTRO 国际华裔小姐 | 亚军, 最完美体态奖             |
| 2014年      | 马来西亚环球小姐   | 殿军, 最佳肌肤光泽, 最佳笑容奖 |
| 2016-2018年 | ntv7               | 星10大                         |

## 外部连结
- 林綠的Instagram帳戶 （页面存档备份，存于）
- 林綠的Facebook專頁 （页面存档备份，存于）